# Volvarina albolineata
Volvarina albolineata is een slakkensoort uit de familie van de Marginellidae. De wetenschappelijke naam van de soort werd in 1843 voor het eerst geldig gepubliceerd door Alcide d'Orbigny.